# Turak długoczuby
Turak długoczuby (Tauraco schalowi) – gatunek średniej wielkości ptaka z rodziny turakowatych (Musophagidae). Występuje w wewnętrznej, kontynentalnej części Afryki na południe od równika. Nie jest zagrożony. Charakterystyczne dla tego i kilku spokrewnionych z nim gatunków jest występowanie w piórach unikatowych barwników: zielonej turakowerdyny i czerwonej turacyny, niespotykanych u prawie żadnych innych zwierząt.

## Taksonomia
Takson ten bywał dawniej łączony w jeden gatunek z turakiem ostroczubym (T. livingstonii) i niebieskozielonym (T. corythaix). Oprócz podgatunku nominatywnego opisano trzy podgatunki T. schalowi: chalcolophus, loitanus i marungensis, jednak przez wiele lat uznawano je za nieważne, a tym samym gatunek klasyfikowano jako monotypowy. Dopiero badania genetyczne, których wyniki opublikowano w 2020 roku, dowiodły, że taksony te na tyle różnią się od siebie, że zasługują na wyróżnienie jako podgatunki.

## Zasięg występowania
Główną część areału występowania turaka długoczubego stanowi terytorium Zambii i kongijskiej prowincji Katanga oraz znaczna część zachodniej i centralnej Angoli. Ponadto swym zasięgiem obejmuje sąsiadujące z Zambią od południa nadgraniczne pasy Namibii, Botswany, Zimbabwe i Mozambiku. Występuje również na większości terytorium Malawi i na zachodnim pograniczu Tanzanii. Istnieje też izolowana populacja na pograniczu Tanzanii z Kenią. Na całym obszarze występowania turak długoczuby – jak i inni przedstawiciele rodzaju Tauraco – preferuje obszary leśne. Spotykany jest na wysokości 600 do 2500 m n.p.m.
Poszczególne podgatunki zamieszkują:
- T. s. chalcolophus Neumann, 1895 – północno-środkowa Tanzania (wyżyny Ngorongoro i Mbulu)
- T. s. loitanus Neumann, 1908 – południowo-zachodnia Kenia (wzgórza Loita)
- T. s. schalowi (Reichenow, 1891) – Angola i zachodnia Zambia
- T. s. marungensis Reichenow, 1902 – południowo-wschodnia Demokratyczna Republika Konga i Zambia do Malawi, południowo-zachodniej Tanzanii i zachodnio-środkowego Mozambiku

## Morfologia
Wygląd
Upierzeniem przypomina bardzo turaka zielonoczubego i pokrewne mu gatunki, z którymi wcześniej był łączony jako jeden z podgatunków w ramach wspólnego taksonu. Poszczególne gatunki zostały jednak rozdzielone w wyniku badań nad głosami tych ptaków oraz dzięki najnowszym badaniom nad ich genomem. W barwie piór, podobnie jak u większości gatunków z rodzaju Tauraco, przeważają barwy zielona i w mniejszym stopniu niebieska. Jasnozielona głowa, szyja i piersi zaczynają przechodzić w ciemnozielone lub zielono-niebieskie skrzydła i ciemnoniebieski, czasem wręcz fioletowy ogon. Lotki są czerwone, choć prawie niewidoczne w stanie spoczynku, za to bardzo wyraźnie podczas lotu. Głowę zdobi pokaźny czub z piór, najdłuższy wśród wszystkich turaków, sięgający 8–12 cm i zakończony białymi, perłowymi plamkami. Dziób jest barwy różowo-czerwonej i biegną od niego ku oku dwa pasy: biały na górze (nad okiem) i czarny na dole (pod okiem). Poniżej czarnego pasa pojawia się kolejna biała kreska. Samo oko otoczone jest nagą, czerwoną skórą.
Średnie wymiary
Długość ciała: 41–44 cm (wraz z długim ogonem). Masa ciała: 208–267 g.

## Ekologia i zachowanie
Biotop
Mniej lub bardziej gęste lasy i zadrzewienia z dostateczną ilością drzew owocujących.
Pożywienie
Głównie pokarm roślinny: owoce, a także liście, kwiaty i pąki. W okresie lęgowym uzupełnieniem diety bywają termity, drobne owady i ślimaki.
Zachowanie
Są ptakami terytorialnymi, żyją w parach lub grupach rodzinnych. Dorosłe ptaki są monogamiczne i wierne jednemu terytorium, które zaciekle bronią przed innymi osobnikami. Są słabymi lotnikami: zazwyczaj nurkują z drzewa i po nabraniu prędkości wykonują szybkie machnięcia skrzydłami, wzbijając się i lądując na upatrzonej gałęzi. Za to w koronie drzew zręcznie przeskakują z gałęzi na gałąź, szybko wspinając się na szczyt drzewa. Potrafią jednak w poszukiwaniu pożywienia pokonywać dłuższe dystanse, wykazując wówczas wytrwałość w locie. Na ziemię schodzą niechętnie, głównie by napić się wody lub wykąpać. Ich donośne głosy łączą elementy podobne szczekaniu, warczeniu lub rechotowi. Najczęściej wydają ochrypły, seryjny odgłos „kou-kou-kou-kou”. Gdy są zaniepokojone, odzywają się nieco bardziej miękkim „krrrrr”.
Rozmnażanie
Okres godowy rozpoczyna się wraz z nadejściem pory deszczowej. Partnerzy wykonują wówczas rytualne karmienie się i tańce godowe, podczas których prezentują swoje czuby, rozpościerają ogony i skrzydła, prezentując szkarłatnie ubarwione lotki. Gniazdo, w formie płaskiej, niedbale złożonej z patyków platformy, para buduje wśród gęstego listowia drzewa lub krzewu, 3 do 10 metrów nad ziemią. Samica składa do niego 2 białe lub biało-szare jaja. Wysiadują je na przemian obydwoje rodzice przez 20–22 dni. Młode wykluwają się pokryte gęstym puchem. Są karmione przez rodziców zwróconym z woli pokarmem. Zdolność lotu uzyskują po około 4–5 tygodniach, choć gniazdo opuszczają zazwyczaj dwa tygodnie wcześniej, wspinając się na sąsiadujące z nim gałęzie. Młode są zależne od rodziców jeszcze przez kilka tygodni od czasu pełnego opierzenia się, a pozostają w swej grupie rodzinnej jeszcze dłużej.

## Status
IUCN uznaje turaka długoczubego za gatunek najmniejszej troski (LC, Least Concern) nieprzerwanie od 1988 roku. Liczebność światowej populacji nie została oszacowana, ale ptak ten opisywany jest jako lokalnie pospolity. Ze względu na brak dowodów na spadki liczebności bądź istotne zagrożenia dla gatunku BirdLife International uznaje trend liczebności populacji za stabilny.